# لويز من مكلنبورغ-غوسترو
لويز من مكلنبورغ-غوسترو (28 أغسطس 1667 - 15 مارس 1721)؛ كانت ملكة الدنمارك والنرويج باعتبارها الزوجة الأولى للملك فريدريك الرابع، في 1708-1709، كانت وصية على العرش أثناء رحلة زوجها إلى إيطاليا.
ولدت لويز في غوسترو في عائلة الدوق غوستاف أدولف من مكلنبورغ-غوسترو والدوقة ماغدالينه سيبيله ابنة فريدرش الثالث دوق هولشتاين-غوتورب حفيدة فريديريك الثاني ملك الدنمارك، نشأت لويز في بلاط صغير يتميز بمشاعر التقوى والتدين الصارم، وفي 5 ديسمبر 1695 تزوجت من الأمير فريدريك الدنماركي، وصف الزواج في البداية بأنه مناسب، ولكن مع اعتلاء العرش في 25 أغسطس 1699 انتهى افتتان بها، ووجد ضالته مع أخريات، وحتى أنه تزوج زواج مرغنطي من اثنين من عشيقاته: إليزابيث هيلين فون فيريغ (1703-1704)، ثم من آن صوفي ريفينتلو (1712-1730)؛ توفيت الملكة لويز في 15 مارس 1721، أثناء فترة حداد تزوج الملك من آن صوفي مرة أخرى وأصبحت ملكة الدنمارك الشرعية.

## الذرية
- كريستيان (28 يونيو 1697 - 1 أكتوبر 1698)؛ توفي صغيراً.
- كريستيان السادس ملك الدنمارك والنرويج (10 ديسمبر 1699 - 6 أغسطس 1746)؛ تزوج من صوفي ماغدالينه من براندنبورغ-كولمباخ، لهم ذرية.
- فريديريك كارل (23 أكتوبر 1701 - 7 يناير 1702)؛ توفي صغيراً.
- يورغن (6 يناير 1703 – 12 مارس 1704)؛ توفي صغيراً.
- شارلوت أمالي (6 أكتوبر 1706 - 28 أكتوبر 1782)؛ غير متزوجة.